# Henri de La Vaissière
Pour les articles homonymes, voir Vaissière et Valin.
Henri de La Vaissière, dit Valin, communément appelé colonel Valin de La Vaissière, est un militaire, officier français de la Résistance, né le 14 décembre 1901 à Saumur et mort le 19 décembre 1944 à Auray.

## Biographie
A 18 ans il intègre l'école militaire de Saint-Cyr avant de finalement s'orienter vers l'aviation. En 1925, il reçoit sa première citation au 37e régiment d'aviation, situé au Maroc. En 1939, il intègre un état major, puis en 1940 il demande la direction d'une section. On lui confie alors le Groupe de Reconnaissance aérien 2/14 qu'il commanda jusqu'à l'armistice, le 22 juin 1940.
Il entre en résistance et s'occupe d'un groupe clandestin dans la Nièvre. Trahi, il revient en Sologne et prend contact avec Libération-Nord, le Front national et les FFI, utilisant pour la première fois le nom de guerre « Valin ». Il devient le chef militaire des FFI du Loir-et-Cher nord et des maquis FTP. Nommé colonel, il dirige le 4e Régiment d'Infanterie de l'Air (RIA), composé de 1100 jeunes résistants FFI et FTP du Loir-et-Cher, et dont le premier bataillon fut formé à Blois. Le 11 août 1944, il libère Vendôme aux côtés du commandant Verrier, puis le nord du Loir-et-Cher, avant de partir avec ses hommes sur le front de l'Atlantique le 22 novembre 1944, en direction de la poche de Lorient.
Le colonel Henri Valin de la Vaissière entre à Auray avec son régiment et expulse les Allemands de la caserne Du Guesclin (actuelle chapelle du Saint-Esprit) avant d'y prendre ses quartiers. Le 19 décembre 1944, le colonel et le commandant Charles Verrier sont assassinés par Gustave Schneider, un résistant exclu du régiment et convoqué dans le bureau du colonel. Laissé à l'arrière lors de leur progression jusqu'à Auray, Schneider aurait mal supporté cette mise à l'écart. Des problèmes liés à l'alcool auraient exacerbé ses rancunes et conduit au geste fatal,.
Après la mort du colonel, le 4e RIA est rebaptisé par les autorités militaires « Corps Franc de l'Air Valin de la Vaissière » le 5 février 1945. Selon le témoignage de l’ancien sergent des FFI Raymond Casas, Jean-Marie Le Pen aurait tenté, en novembre 1944, à l’âge de 16 ans, de rejoindre le 4e RIA, mais le colonel aurait refusé puisqu’il fallait 18 ans ferme pour s’engager.